# 四棱荠
四棱荠（学名：Goldbachia laevigata）为十字花科四棱荠属下的一个种。